# Bílé Předměstí
Bílé Předměstí (německy Weisse Vorstadt) je historické předměstí statutárního města Pardubice. Leží východně od Starého Města, převážně na pravém břehu Chrudimky. Je součástí katastrálního území Pardubice o celkové výměře 19,37 km² a od roku 2002 je rozděleno do tří městských obvodů. Západní část, přilehlá ke Starému Městu, patří k centrálnímu obvodu Pardubice I, východnější část, zahrnující například Slovany, sídliště Drážka, pardubickou věznici, Hůrku a les Bělobranská dubina, patří k obvodu Pardubice III. Část Slovan jižně od železniční trati patří k části Pardubice IV.
Mezi největší sídliště v části Bílé Předměstí patří například sídliště Tesla, část sídliště Drážka (Na drážce) nebo obytný soubor Židov.
| obvod         | adres (2011) | obyvatel (2011) |
| ------------- | ------------ | --------------- |
| Pardubice I   | 1035         | 6609            |
| Pardubice III | 543          | 5811            |
| Pardubice IV  | 152          | 483             |

## Památné stavby
- Kamenná vila

- Messanyho vila

- Vila Václava Ulrycha
- Vila Viktora Kříže